# Opština Opovo
Die Opština Opovo (serbisch-kyrillisch Општина Опово) ist die kleinste Opština (Großgemeinde) im Okrug Južni Banat der Vojvodina, Serbien. Sie hat eine Fläche von 203,209 km2 und 10.440 Einwohner. Die Opština besteht aus der Stadt Opovo, sowie den Dörfern Baranda, Sakule und Sefkerin. Die Hauptstadt ist Opovo.
| Gemeinde | Fläche (km2) |
| -------- | ------------ |
| Baranda  | 52,055       |
| Opovo    | 49,33        |
| Sakule   | 64,03        |
| Sefkerin | 37,794       |

## Geschichte
Das heutige Verwaltungsgebiet gehörte von 1552 bis 1718 zum osmanischen Eyâlet Tımışvâr, danach zum District Pantschowa des Temescher Banats und seit 1765 zum Regimentsbezirk des Temeschwarer Ansiedlungs-Corps (Deutsch-Banater Grenzinfanterieregiment Nr. 12) im Banater Militärgrenzgebiet. Nach Auflösung der Banater Militärgrenze kamen die vier Gemeinden im Jahre 1872 zu den ungarischen Stuhlbezirken Antalfalva (Kovačica) und Pancsova (Pančevo) des Komitats Torontál. Die Gemeinden Baranda, Opovo und Sakule gehörten zum Stuhlbezirk Antalfalva, Sefkerin zum Stuhlbezirk Pancsova. Von 1918 bis 1921 gehörten die drei erstgenannten Gemeinden zum Srez Kovačica, Sefkerin zum Srez Pančevo in der Torontalsko-tamiška županija der Pokrajina Banat, Bačka und Baranja, von 1921 bis 1929 zu diesen beiden Landkreisen im Verwaltungsbezirk Belgrad (Beogradska oblast) des Königreichs der Serben, Kroaten und Slowenen, von 1929 bis 1941 zu den genannten Landkreisen (Kovačica, Pančevo) der Dunavska banovina des Königreichs Jugoslawien und von 1941 bis 1945 zu diesen Kreisen im besetzten Serbien. Von 1946 bis 1960 gehörten alle vier Gemeinden zum Srez Pančevo der Föderativen Volksrepublik Jugoslawien. Nach einer Reform der territorialen Verwaltungsgliederung in den Jahren 1957 bis 1959 wurden die vier Ortschaften zu einer eigenen Großgemeinde zusammengelegt.

## Demografie
| Jahr | Gesamt | Baranda | Opovo | Sakule | Sefkerin |
| ---- | ------ | ------- | ----- | ------ | -------- |
| 1961 | 11.848 | 1.841   | 4.254 | 2.725  | 3.028    |
| 2011 | 10.440 | 1.544   | 4.527 | 1.847  | 2.522    |

| Jahr | Gesamt | Serben | Roma | Walachen (Rumänen) | Kroaten | Mazedonier | Sonstige |
| ---- | ------ | ------ | ---- | ------------------ | ------- | ---------- | -------- |
| 2011 | 10.440 | 8.994  | 312  | 198                | 167     | 62         | 707      |

In der Rubrik Sonstige sind 8 Albaner, 1 Bosniake, 5 Bulgaren, 18 Deutsche (Serbiendeutsche), 1 Gorane, 29 Jugoslawen, 12 Montenegriner, 5 Muslime, 9 Russen, 31 Slowaken, 1 Slowene, 54 Ungarn, 10 Ukrainer, 21 andere und 502 Menschen ohne ethnische Angabe zusammengefasst.
| Jahr | Gesamt | Serbisch | Romani | Rumänisch | Ungarisch | Mazedonisch | Bulgarisch (Banater Bulgarisch) | Sonstige |
| ---- | ------ | -------- | ------ | --------- | --------- | ----------- | ------------------------------- | -------- |
| 2011 | 10.440 | 9.725    | 210    | 194       | 22        | 17          | 2                               | 270      |

In der Rubrik Sonstige sind 53 Menschen, die als Muttersprache Albanisch (7), Deutsch (3), Kroatisch (17), Montenegrinisch (1), Russisch (6), Slowakisch (18), Slowenisch (1) angaben, 51 Menschen anderer Sprachen (Ukrainisch, Goranisch, Tschechisch, Türkisch, Chinesisch u. a.) und 166, die sich als zweisprachig oder mehrsprachig bezeichneten bzw. keine Angabe machten, zusammengefasst. Bei der Zählung wurde nach jener Sprache gefragt, die man seit der frühesten Kindheit erlernt hatte und spricht bzw. die man selbst als Muttersprache bezeichnet, falls mehrere Sprachen im Haushalt gesprochen werden.
Nach dem Ersten Weltkrieg gaben bei der Volkszählung 1921 in den vier Orten der heutigen Opština insgesamt 696 Menschen als Muttersprache Deutsch an.
| Jahr | Gesamt | Orthodoxe | Katholiken | Protestanten | Andere Christen | Muslime | Sonstige |
| ---- | ------ | --------- | ---------- | ------------ | --------------- | ------- | -------- |
| 2011 | 10.440 | 9.449     | 428        | 94           | 28              | 11      | 430      |

In der Rubrik Andere Christen sind Orientalische Christen, Zeugen Jehovas u. a. zusammengefasst. In der letzten Rubrik Sonstige sind 7 Gläubige fernöstlicher und anderer Religionen (Buddhisten, Hinduisten u. a), 6 Agnostiker, 68 Atheisten und 350 Menschen ohne Angabe eines Religionsbekenntnisses zusammengefasst.